# Psyché Rock
Psyché Rock è un brano musicale del 1967, facente parte della suite Messe pour le temps présent dei due compositori francesi Pierre Henry e Michel Colombier.

## Descrizione
Psyché Rock è un brano elettronico che, rifacendosi agli esperimenti della scuola concreta francese, strizza l'occhio al contemporaneo rock psichedelico, con riferimenti a Beatles, Pink Floyd e Jimi Hendrix; nella traccia vi e un'interpolazione di Louie Louie di Richard Berry (1957). La traccia venne realizzata accostando tra loro suoni di campane, percussioni e arpa insieme a distorsioni elettroniche.

## Accoglienza
Nel suo Grande libro della psichedelia edito da Hoepli, Matteo Guarnaccia elogia Psyché Rock, riportando «il motore grippa, poi va come una meraviglia: un viaggio gioioso, tremendo, allucinogeno, yéyé».

## Impatto culturale
La composizione è stata adottata in pellicole come Z - L'orgia del potere (2004) di Costa-Gavras, Gli angeli del 2000 (1969) di Lino Ranieri (in una versione reinterpretata da Mario Molino) e Mean Girls (2004) di Mark Waters (nel remix di Fatboy Slim). Venne anche adottata a scopo pubblicitario. Nel Carosello dei primi anni 1970, il brano fu utilizzato per la pubblicità di una nota marca di pneumatici che equipaggiava il Boeing 747 "Jumbo Jet". Più di recente è stata utilizzata nella pubblicità del profumo Prada del 2014.

## Cover
Oltre a essere stata citata e campionata da artisti come William Orbit, Stereolab e Fatboy Slim, Psyché Rock è stata oggetto di alcune cover, come quella registrata da Christopher Tyng per la serie animata Futurama realizzata da Matt Groening. Gli stessi  Henry e Colombier pubblicarono, nel 2000, un album contenente i remix della medesima.